# Inondation de 1958 du fleuve Jaune
 (mars 2023).

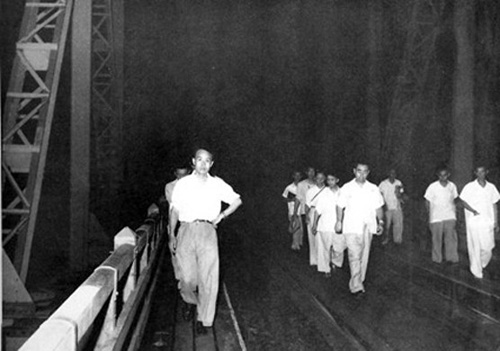
Le premier ministre Zhou Enlai visite le pont ferroviaire du fleuve Jaune à Jinan, province du Shandong, lors de l'inondation du 6 août.

L'inondation du fleuve Jaune de 1958 est provoquée par de fortes précipitations et coïncide avec le début du Grand Bond en avant.

## Description
Elle s'inscrit dans une période de troubles climatiques importants en Chine. Cette inondation a touché 741 000 personnes, submergé plus d'un demi-million d'acres de cultures (3,04 millions de mu) et détruit plus de 300 000 maisons dans 1 708 villages. Elle a été signalée comme l'inondation la plus grave depuis 1933,. Le The Canberra Times rapporte les propos de Yuen Tah Kai, dignitaire du Parti communiste, qui signale que les paysans étaient occupés à lutter contre la pire inondation depuis 20 ans dans une province productrice de blé. Ces inondations sont suivies par une terrible sécheresse dans le pays fin août de la même année.
Au cours de cette inondation, des enregistrements de pluies torrentielles ont été enregistrés à partir du 14 juillet et, le 16 juillet, dépassant 100 mm de pluie par jour, inondant plus de 400 km du fleuve Jaune et plusieurs rivières plus petites. La pluie a continué pendant plus de deux semaines, les inondations ayant finalement culminé le 27 juillet.

## 1959 et sud de la Chine
En 1959, ce sera au tour du sud et du centre de la Chine d'être touchés par de grandes inondations qui selon le magazine américain Toledo Blade portent « un coup dur aux plans du régime communiste de poursuivre le Grand Bond en avant en 1959.» Trois millions de personnes ont dû être mobilisées pour lutter contre la catastrophe. 

### Sécheresses
À noter également que le pays traverse à partir de la même année de 1959 une période de grandes sécheresses sur trois années consécutives. Ainsi, le journaliste K.S. Karol rapporte le témoignage d'un paysan : « [...] à partir de 1959 et pendant trois ans de suite, nous avons été victimes d'une sécheresse comme on en avait pas vu depuis le début du siècle. », dans une région souffrant d'emblée de sécheresses cycliques : « la rareté de l'eau ne permettait pas de cultiver de vastes espaces. » Le témoin insiste sur l'importance de la Commune populaire, qui a permis aux quelque onze coopératives agricoles de se coordonner et  réaliser d'importants travaux d’irrigation : « Naguère une sécheresse beaucoup moins dure aurait suffi à provoquer l'exode de la population. »